# NGC 3739
NGC 3739 је спирална галаксија у сазвежђу Лав која се налази на NGC листи објеката дубоког неба.
Деклинација објекта је + 25° 5' 19" а ректасцензија 11h 35m 37,5s. Привидна величина (магнитуда) објекта NGC 3739 износи 14,5 а фотографска магнитуда 15,3. NGC 3739 је још познат и под ознакама UGC 6564, MCG 4-27-71, CGCG 126-105, PGC 35841.